# 西洞院範篤
西洞院範篤（にしのとういん のりあつ、宝永元年（1704年）9月9日 - 元文3年（1738年）7月5日）は、江戸時代中期の公卿。

## 官歴
- 宝永5年（1708年）：従五位下
- 正徳3年（1713年）：従五位上、侍従
- 享保2年（1717年）：正五位下
- 享保4年（1719年）：従四位下、少納言
- 享保7年（1722年）：従四位上
- 享保10年（1725年）：正四位下
- 享保14年（1729年）：従三位
- 享保15年（1730年）：右兵衛督
- 享保18年（1733年）：踏歌節会外弁
- 享保19年（1733年）：正三位
- 元文2年（1737年）：右衛門督

## 系譜
- 父：西洞院時成
- 兄：西洞院時国
- 兄：西洞院時光
- 兄：長谷範量
- 子：西洞院時名